# Jérôme Boateng
Jérôme Agyenim Boateng (* 3. září 1988, Berlín) je německý profesionální fotbalista, který hraje na pozici středního obránce za rakouský klub LASK a za německý národní tým. Mistr světa z roku 2014.

## Osobní život
Boateng má německou matku a ghanského otce. Jeho strýc z otcovy strany je bývalý ghanský reprezentant. Má jednu sestru Avelinu a dva nevlastní bratry, fotbalisty Kevina-Prince a George Boatenga. Na mistrovství světa 2010 hraje Jérôme Boateng za Německo, zatímco Kevin-Prince hraje za Ghanu.

## Klubová kariéra
Od mládí hrál za tým Tennis Borussia Berlin a později přestoupil do Herty. Zde hrál od 13 let, v letech 2002 až 2007. V roce 2007 přestoupil do Hamburger SV, kde strávil dva roky. V létě 2010 přestoupil do Manchester City FC.

### Bayern Mnichov
Od června 2011 působí v Bayernu Mnichov.
S Bayernem slavil v sezóně 2012/13 zisk ligového titulu již 6 kol před koncem soutěže, ve 28. kole německé Bundesligy. V prvním zápase semifinále Ligy mistrů 2012/13 23. dubna 2013 byl u výhry 4:0 nad Barcelonou, která byla dosud velmi suverénní. Trenér Jupp Heynckes jej nasadil ve stoperské dvojici s Dantem, dostal přednost před zkušeným belgickým obráncem Danielem Van Buytenem. Boateng odehrál stejně jako jeho spoluhráči velmi dobré utkání. Bayern si zajistil výbornou pozici do odvety, kterou zvládl poměrem 3:0. Ve finále 25. května ve Wembley proti Borussii Dortmund nastoupil v základní sestavě, Bayern zvítězil 2:1 a získal nejprestižnější pohár v evropském fotbale. Ve finále DFB-Pokalu 1. června 2013 porazil Bayern s Boatengem v sestavě VfB Stuttgart 3:2 a získal tak treble (tzn. vyhrál dvě hlavní domácí soutěže plus titul v Lize mistrů resp. PMEZ) jako sedmý evropský klub v historii.
S Bayernem vyhrál v prosinci 2013 i Mistrovství světa klubů v Maroku, kde Bayern porazil ve finále domácí tým Raja Casablanca 2:0. V Lize mistrů 2013/14 skončila pouť Bayernu v semifinále proti Realu Madrid, na konci sezony ale mohl slavit obhajobu ligového titulu a prvenství v DFB-Pokalu.
Další prvenství na Mistrovství světa klubů zaznamenal v únoru 2021, kdy Bayern s Boatengem nejprve porazil v semifinále egyptský Al-Ahly 2:0 a poté ve finále 1:0 mexického zástupce asociace CONCACAF, Tigres UANL. Finálového zápasu se Boateng kvůli osobním důvodům nezúčastnil.

## Reprezentační kariéra
Boateng hrál mládežnické výběry Německa do 16, 17, 19 a 21 let. Hrál na Mistrovství Evropy ve fotbale hráčů do 19 let 2008. Trenér Horst Hrubesch jej nominoval na Mistrovství Evropy hráčů do 21 let 2009 konané ve Švédsku, kde získal s německým týmem premiérový titul v této kategorii.

### A-mužstvo
Za A-tým Německa debutoval 10. října 2009.
V roce 2010 ho trenér reprezentace Joachim Löw nominoval na Mistrovství světa. Zde 23. června 2010 hrál za Německo proti svému bratrovi Kevinovi-Prince, který hrál za Ghanu. Bylo to poprvé v historii mistrovství světa ve fotbalu, kdy proti sobě hráli dva bratři v protilehlých týmech.
Trenér Joachim Löw jej vzal i na Mistrovství světa 2014 v Brazílii. Němci postoupili ze základní skupiny G se 7 body z prvního místa po výhře 4:0 s Portugalskem, remíze 2:2 s Ghanou a výhrou 1:0 s USA. V duelu s Ghanou si zopakoval na mistrovství souboj s bratrem Kevinem-Princem.
V osmifinále Němci vyřadili Alžírsko po výsledku 2:1 po prodloužení a ve čtvrtfinále Francii 1:0. S týmem získal zlaté medaile po finálové výhře 1:0 proti Argentině. V utkání podal výborný výkon.

## Úspěchy
- 2005 – mistr Německa do 17 let s Hertou Berlín
- 2007 – bronzová medaile Fritze Waltera pro hráče do 19 let
- 2009 – mistrovství Evropy do 21 let – 1. místo
- 2014 – mistrovství světa – 1. místo

### Individuální
- Německý fotbalista roku – 2016[16]
- Medaile Fritze Waltera v kategorii U19 – 2007 (bronzová medaile)[17]
- Tým roku podle UEFA – 2016[18]
- Tým sezóny Bundesligy podle kickeru – 2017/18[19]